# René Millet
René Philippe Millet, född 14 september 1849 i Paris, död där 30 november 1919, var en fransk ämbetsman, diplomat och skriftställare. Han var far till Philippe Millet.

## Biografi
Millet var 1871–1876 anställd i handelsministeriet och 1877–1880 använd i departementsförvaltningen som underprefekt med mera. Han beklädde 1880–1885 betydande poster inom utrikesministeriet samt var 1885–1887 franskt sändebud i Belgrad och 1889–1894 i Stockholm (och Kristiania). I november 1894 utnämndes Millet till generalresident i Tunis och var därefter detta lands styresman till 1900, då han som ambassadör i disponibilitet utträdde ur aktiv statstjänst. Millet utövade ett flitigt författarskap, särskilt i politiska ämnen. Utom en del tidskriftsuppsatser märks bland hans skrifter La France provinciale (1888), Souvenirs des Balkans (1892), Rabelais (samma år), Les conditions du travail en Suède et en Norvège (1894), L'expansion de la France et la diplomatie (1905) och Notre politique extérieure, de 1898 à 1905 (samma år).